# Skrivnost Krvavega mostu
Skrivnost Krvavega mostu  (Tajna Krvavog mosta) je prvi zgodovinski roman cikla z imenom Čarovnica z Griča (Grička vještica),  hrvaške pisateljice Marije Jurić – Zagorke.  Slednji  začne izhajati na Hrvaškem leta 1912 v reviji Male novine. Tiska se v zvezkih in se objavlja vsako soboto. Roman hitro postane zelo priljubljen, kar pripomore širjenju pismenosti znotraj Hrvaške, pa tudi zunaj njenih meja.  Prva izdaja slovenskega prevoda Skrivnost Krvavega mostu je izšla leta 1971., ostali deli pa naj bi izšli spomladi 1972. Dela je v slovenščino prevedel Silvin Košak. Cikel romana nastaja pred in med  I. svetovno vojno, tako se v njem zrcali takratna situacija, nezavidljiv položaj Hrvaške. Vsekakor je zanimivo to, da uspeh Čarovnice z Griča ne izginja.

## Vsebina
Skrivnost Krvavega mostu (slovenska izdaja v dveh knjigah) je prvi roman iz pisateljičinega obsežnega cikla o Čarovnici z Griča. Dogajanje je postavljeno v Zagreb osemnajstega stoletja, pravzaprav na Grič, osrednji del mesta. Med glavnimi junaki najdemo grofa Meška, baronico Katarino Lehotsko, poročnika Stanka Gotto (ki je v resnici zapeljivo dekle), barona Makarja in gvardijana Anzelma. Zgodba se v trenutku zaplete: pod mostom, ki povezuje Grič s Kaptolom, najdejo truplo, prebodeno z benečansko iglo. Za umor ni motiva. Pred bralcem se odprejo palače, purgarska revščina, samostanski hodniki, podzemni rovi, katakombe, ječe, razkošne zabave, spletke itd. Pokaže se vsa izprijenost tedanjega sodstva in plemstva. Prvemu umoru pod mostom sledi drugo truplo in potem tretje. Kdo bo naslednji? Praznovernih meščanov se poloti negotovost. Na gosposkih plesi pride do tatvin in roparskih napadov, mestni zapori se polnijo. Grožnja pod Krvavim mostom je začela v pravem pomenu besede zastrupljati meščane. Kdo se skriva za vsem tem? 
Zgodba je mojstrsko zapletena, bere se kot napeta kriminalka. Pred bralcem oživijo hudi in nemirni časi, ko so pustolovske literaturebili ljudje orodje usode, pretiranih strasti in človeške pokvarjenosti.
Avtorico Skrivnosti Krvavega mostu zaradi fabulistične spretnosti lahko z vso upravičenostjo štejemo med svetovne avtorje romantično . Ljubiteljem tovrstne literature bo Skrivnost Krvavega mostu prav gotovo všeč. 
Glavni lik romana, Jurica Meško, predstavlja brezskrbnega mladeniča, ki čas preživlja ob pijančevanju z ostalimi plemiči v njihovih palačah. S pitjem vina začnejo v času svečanih jedi, nadaljujejo do noči, včasih celo do zjutraj. Zahvaljujoč svoji  mladosti,  Meško uspe ostati zbran, ne glede na njegovo pijančevanje in zabavanje z drugimi plemiči, se v njem skriva velika moč in junaštvo in  iskreno prijateljstvo z mladeničem Stankom, ki je nečak baronice Lehotske,  ki je dejansko dekle preoblečena v mladega vojvodu. 
Stanka , mlado dekle iz revne družine, prebiva v samostanu kjer jo glavni menih sili da  je njegova  ljubica, potem ko ga odbije, jo zapire v temnico, od koder jo reši menih Anzelmo. Ta  jo pošlje v službo k svoji ljubici, predstojnici samostana klarisa Beati. 
Roman se dogaja se v Zagrebu, Varaždinu in Hrvaškem zagorju. Pomembnejši kraji dogajanja so: dvor grofa Jurice Meška, hiša baronice Lehotske, dvor grofa Patačića, hiša barona Makara, samostan klarisa.  Čas dogajanja se začne pozno poleti, konča pa spomladi naslednje leto. Točen čas ni določen, vendar po podobah sodeč, ki opisujejo  hrvaško zgodovino, le-te lahko ustrezajo letu 1775. Čas dogajanja je torej v 18.stoletju, ko se začnejo konflikti med Hrvati in Madžari, zaradi ohranjanja miru se takrat Marija Terezija nagiba k Madžarom.

## Zbirka
Čarovnica z Griča je cikel romanov v 7 zvezkih, ki si sledijo: Skrivnost Krvavega mostu (Tajna Krvavog mosta),  Kontesa Nera, Malleus maleficarum, Tekmica Marije Terezije (Suparnica Marije Terezije I in II), Dvorne spletke (Dvorska kamarila), Upornik na prestolu (Buntovnik na prijestolju).

## Izdaje in prevodi
Cikel sedmih romanov je preveden v slovenščino leta 1972.

## Priredbe
Po romanu je bila narejena gledališka predstava,ki so jo predstavili  18. junija leta 1918, v HNK v Zagrebu in je požela izjemen uspeh. Posnet je tudi istoimeni film, ki ni ohranjen. Hrvaška radio-televizija je leta 2008 posnela dokumentarni film z avtorico kot glavno temo. 